# Kuća slavnih Formule 1
Kuća slavnih je pojam koji označava "mjesto" u kojem su upisani najbolje osobe i/ili momčadi nekog sporta.

## Povijest
U Svjetskom prvenstvu Formule 1 FIA nagrađuje najbolje vozače u sezoni (Svjetsko prvenstvo vozača) i konstruktore (Svjetsko prvenstvo konstruktora), a najboljim se smatraju oni koji su u sezoni osvojili najviše bodova. Svjetsko prvenstvo vozača započelo je od prve sezone Formule 1 1950., a Svjetsko prvenstvo konstruktora od sezone 1958.
Prije 1991. vozačima se nisu zbrajali svi bodovi osvojeni u sezoni, prvih sezona zbrajali su se bodovi samo 4 od 7 utrka, a u vrijeme kad je bilo 16 utrka u sezoni zbrajali su se bodovi samo njih 11. Sada se zbrajaju svi bodovi osvojeni u jednoj sezoni.
Sistem bodovanja varirao je tijekom godina. U početku se bodovalo prvih pet vozača po sistemu 8-6-4-3-2, i jedan bod vozaču koji je odvozio najbrži krug. Od 1960. bodovalo se prvih šest vozača po sistemu 9-6-4-3-2-1. Od 1991. pobjednik je dobivao 10 bodova, od 2003. bodovalo se prvih osam vozača po sistemu 10-8-6-5-4-3-2-1, a trenutačno važeći sistem je da se boduje prvih deset vozača po sistemu 25-18-15-12-10-8-6-4-2-1 te još 1 bod dobiva vozač s odvoženim najbržim krugom utrke. Trenutačni sistem bodovanja se pokazao vrlo dobar jer svaki osvojeni bod ima svoju ulogu u ukupnom zbroju bodova na kraju sezone.
Prvi svjetski prvak u Svjetskom prvenstvu vozača Formule 1 je bio talijan Nino Farina, prvi konstruktor koji je osvojio titulu Svjetskog prvaka konstruktora bio je Vanwall. Prvi vozač koji je osvojio višestruki naslov svjetskog prvaka bio je Alberto Ascari 1952. i 1953. Njemački vozač Michael Schumacher osvojio je najviše titula Svjetskog prvaka vozača (7) a Ferrari najviše titula Svjetskog prvaka konstruktora (16).

## Prvaci po godinama
| Godina | Vozač              | Momčad                 | Konstruktor                                      |
| ------ | ------------------ | ---------------------- | ------------------------------------------------ |
| 1950.  | Giuseppe Farina    | Alfa Romeo             | Naslov konstruktora nije se dodjeljivao do 1958. |
| 1951.  | Juan Manuel Fangio | Alfa Romeo             | Naslov konstruktora nije se dodjeljivao do 1958. |
| 1952.  | Alberto Ascari     | Ferrari                | Naslov konstruktora nije se dodjeljivao do 1958. |
| 1953.  | Alberto Ascari     | Ferrari                | Naslov konstruktora nije se dodjeljivao do 1958. |
| 1954.  | Juan Manuel Fangio | Maserati / Mercedes    | Naslov konstruktora nije se dodjeljivao do 1958. |
| 1955.  | Juan Manuel Fangio | Mercedes               | Naslov konstruktora nije se dodjeljivao do 1958. |
| 1956.  | Juan Manuel Fangio | Ferrari                | Naslov konstruktora nije se dodjeljivao do 1958. |
| 1957.  | Juan Manuel Fangio | Maserati               | Naslov konstruktora nije se dodjeljivao do 1958. |
| 1958.  | Mike Hawthorn      | Ferrari                | Vanwall                                          |
| 1959.  | Jack Brabham       | Cooper-Climax          | Cooper                                           |
| 1960.  | Jack Brabham       | Cooper-Climax          | Cooper                                           |
| 1961.  | Phil Hill          | Ferrari                | Ferrari                                          |
| 1962.  | Graham Hill        | BRM                    | BRM                                              |
| 1963.  | Jim Clark          | Lotus-Climax           | Lotus                                            |
| 1964.  | John Surtees       | Ferrari                | Ferrari                                          |
| 1965.  | Jim Clark          | Lotus-Climax           | Lotus                                            |
| 1966.  | Jack Brabham       | Brabham-Repco          | Brabham                                          |
| 1967.  | Denny Hulme        | Brabham-Repco          | Brabham                                          |
| 1968.  | Graham Hill        | Lotus-Ford Cosworth    | Lotus                                            |
| 1969.  | Jackie Stewart     | Matra-Ford Cosworth    | Matra                                            |
| 1970.  | Jochen Rindt       | Lotus-Ford Cosworth    | Lotus                                            |
| 1971.  | Jackie Stewart     | Tyrrell-Ford Cosworth  | Tyrrell                                          |
| 1972.  | Emerson Fittipaldi | Lotus-Ford Cosworth    | Lotus                                            |
| 1973.  | Jackie Stewart     | Tyrrell-Ford Cosworth  | Lotus                                            |
| 1974.  | Emerson Fittipaldi | McLaren-Ford Cosworth  | McLaren                                          |
| 1975.  | Niki Lauda         | Ferrari                | Ferrari                                          |
| 1976.  | James Hunt         | McLaren-Ford Cosworth  | Ferrari                                          |
| 1977.  | Niki Lauda         | Ferrari                | Ferrari                                          |
| 1978.  | Mario Andretti     | Lotus-Ford Cosworth    | Lotus                                            |
| 1979.  | Jody Scheckter     | Ferrari                | Ferrari                                          |
| 1980.  | Alan Jones         | Williams-Ford Cosworth | Williams                                         |
| 1981.  | Nelson Piquet      | Brabham-Ford Cosworth  | Williams                                         |
| 1982.  | Keke Rosberg       | Williams-Ford Cosworth | Ferrari                                          |
| 1983.  | Nelson Piquet      | Brabham-BMW            | Ferrari                                          |
| 1984.  | Niki Lauda         | McLaren-TAG Porsche    | McLaren                                          |
| 1985.  | Alain Prost        | McLaren-TAG Porsche    | McLaren                                          |
| 1986.  | Alain Prost        | McLaren-TAG Porsche    | Williams                                         |
| 1987.  | Nelson Piquet      | Williams-Honda         | Williams                                         |
| 1988.  | Ayrton Senna       | McLaren-Honda          | McLaren                                          |
| 1989.  | Alain Prost        | McLaren-Honda          | McLaren                                          |
| 1990.  | Ayrton Senna       | McLaren-Honda          | McLaren                                          |
| 1991.  | Ayrton Senna       | McLaren-Honda          | McLaren                                          |
| 1992.  | Nigel Mansell      | Williams-Renault       | Williams                                         |
| 1993.  | Alain Prost        | Williams-Renault       | Williams                                         |
| 1994.  | Michael Schumacher | Benetton-Ford Cosworth | Williams                                         |
| 1995.  | Michael Schumacher | Benetton-Renault       | Benetton                                         |
| 1996.  | Damon Hill         | Williams-Renault       | Williams                                         |
| 1997.  | Jacques Villeneuve | Williams-Renault       | Williams                                         |
| 1998.  | Mika Häkkinen      | McLaren-Mercedes       | McLaren                                          |
| 1999.  | Mika Häkkinen      | McLaren-Mercedes       | Ferrari                                          |
| 2000.  | Michael Schumacher | Ferrari                | Ferrari                                          |
| 2001.  | Michael Schumacher | Ferrari                | Ferrari                                          |
| 2002.  | Michael Schumacher | Ferrari                | Ferrari                                          |
| 2003.  | Michael Schumacher | Ferrari                | Ferrari                                          |
| 2004.  | Michael Schumacher | Ferrari                | Ferrari                                          |
| 2005.  | Fernando Alonso    | Renault                | Renault                                          |
| 2006.  | Fernando Alonso    | Renault                | Renault                                          |
| 2007.  | Kimi Räikkönen     | Ferrari                | Ferrari                                          |
| 2008.  | Lewis Hamilton     | McLaren-Mercedes       | Ferrari                                          |
| 2009.  | Jenson Button      | Brawn-Mercedes         | Brawn                                            |
| 2010.  | Sebastian Vettel   | Red Bull-Renault       | Red Bull                                         |
| 2011.  | Sebastian Vettel   | Red Bull-Renault       | Red Bull                                         |
| 2012.  | Sebastian Vettel   | Red Bull-Renault       | Red Bull                                         |
| 2013.  | Sebastian Vettel   | Red Bull-Renault       | Red Bull                                         |
| 2014.  | Lewis Hamilton     | Mercedes               | Mercedes                                         |
| 2015.  | Lewis Hamilton     | Mercedes               | Mercedes                                         |
| 2016.  | Nico Rosberg       | Mercedes               | Mercedes                                         |
| 2017.  | Lewis Hamilton     | Mercedes               | Mercedes                                         |
| 2018.  | Lewis Hamilton     | Mercedes               | Mercedes                                         |
| 2019.  | Lewis Hamilton     | Mercedes               | Mercedes                                         |
| 2020.  | Lewis Hamilton     | Mercedes               | Mercedes                                         |
| 2021.  | Max Verstappen     | Red Bull-Honda         | Mercedes                                         |
| 2022.  | Max Verstappen     | Red Bull-RBPT          | Red Bull                                         |
| 2023.  | Max Verstappen     | Red Bull-Honda RBPT    | Red Bull                                         |
| 2024.  | Max Verstappen     | McLaren-Mercedes       | McLaren                                          |

## Po broju osvojenih naslova svjetskog prvaka

### Vozači
| Osv. prvenstva | Vozač              | Pobjednička godina                              |
| -------------- | ------------------ | ----------------------------------------------- |
| 7              | Michael Schumacher | 1994., 1995., 2000., 2001., 2002., 2003., 2004. |
| 7              | Lewis Hamilton     | 2008., 2014., 2015., 2017., 2018., 2019., 2020. |
| 5              | Juan Manuel Fangio | 1951., 1954., 1955., 1956., 1957.               |
| 4              | Alain Prost        | 1985., 1986., 1989., 1993.                      |
| 4              | Sebastian Vettel   | 2010., 2011., 2012., 2013.                      |
| 4              | Max Verstappen     | 2021., 2022., 2023., 2024.                      |
| 3              | Jack Brabham       | 1959., 1960., 1966.                             |
| 3              | Jackie Stewart     | 1969., 1971., 1973.                             |
| 3              | Niki Lauda         | 1975., 1977., 1984.                             |
| 3              | Nelson Piquet      | 1981., 1983., 1987.                             |
| 3              | Ayrton Senna       | 1988., 1990., 1991.                             |
| 2              | Alberto Ascari     | 1952., 1953.                                    |
| 2              | Graham Hill        | 1962., 1968.                                    |
| 2              | Jim Clark          | 1963., 1965.                                    |
| 2              | Emerson Fittipaldi | 1972., 1974.                                    |
| 2              | Mika Häkkinen      | 1998., 1999.                                    |
| 2              | Fernando Alonso    | 2005., 2006.                                    |
| 1              | Giuseppe Farina    | 1950.                                           |
| 1              | Mike Hawthorn      | 1958.                                           |
| 1              | Phil Hill          | 1961.                                           |
| 1              | John Surtees       | 1964.                                           |
| 1              | Denny Hulme        | 1967.                                           |
| 1              | Jochen Rindt       | 1970.                                           |
| 1              | James Hunt         | 1976.                                           |
| 1              | Mario Andretti     | 1978.                                           |
| 1              | Jody Scheckter     | 1979.                                           |
| 1              | Alan Jones         | 1980.                                           |
| 1              | Keke Rosberg       | 1982.                                           |
| 1              | Nigel Mansell      | 1992.                                           |
| 1              | Damon Hill         | 1996.                                           |
| 1              | Jacques Villeneuve | 1997.                                           |
| 1              | Kimi Räikkönen     | 2007.                                           |
| 1              | Jenson Button      | 2009.                                           |
| 1              | Nico Rosberg       | 2016.                                           |

### Konstruktori
| Prvenstva | Konstruktor | Pobjednička godina                                                                                             |
| --------- | ----------- | --- |
| 16        | Ferrari     | 1961., 1964., 1975., 1976., 1977., 1979., 1982., 1983., 1999., 2000., 2001., 2002., 2003., 2004., 2007., 2008. |
| 9         | McLaren     | 1974., 1984., 1985., 1988., 1989., 1990., 1991., 1998., 2024.                                                  |
| 9         | Williams    | 1980., 1981., 1986., 1987., 1992., 1993., 1994., 1996., 1997.                                                  |
| 8         | Mercedes    | 2014., 2015., 2016., 2017., 2018., 2019., 2020., 2021.                                                         |
| 7         | Lotus       | 1963., 1965., 1968., 1970., 1972., 1973., 1978.                                                                |
| 6         | Red Bull    | 2010., 2011., 2012., 2013., 2022., 2023.                                                                       |
| 2         | Cooper      | 1959., 1960.                                                                                                   |
| 2         | Brabham     | 1966., 1967.                                                                                                   |
| 2         | Renault     | 2005., 2006.                                                                                                   |
| 1         | Vanwall     | 1958. |
| 1         | BRM         | 1962. |
| 1         | Matra       | 1969. |
| 1         | Tyrrell     | 1971. |
| 1         | Benetton    | 1995. |
| 1         | Brawn       | 2009. |